# Waterstofeconomie
Een waterstofeconomie is een mogelijk toekomstige economie waarbij waterstofgas de belangrijkste energiedrager is. Dit in tegenstelling tot de huidige economie waar fossiele brandstoffen de belangrijkste energiedragers zijn. Waterstof is drager van energie, géén energiebron: het moet geproduceerd worden met bijvoorbeeld elektriciteit. Waterstof kan ingezet worden als een klimaatneutrale brandstof, in het bijzonder om warmte te genereren, maar ook om voertuigen aan te drijven.
De waterstofeconomie is een mogelijke manier om het gebruik van fossiele brandstoffen uit te faseren en de opwarming van de aarde te beperken. Bij de verbranding van waterstofgas komt namelijk alleen water vrij en geen CO2. In 2019 werd waterstof voornamelijk gebruikt als industriële grondstof, bijvoorbeeld voor de productie van ammoniak, methanol en voor raffinage van aardolie.
Waterstofgas komt niet voor in natuurlijke reservoirs. Vrijwel alle waterstof die de industrie gebruikt, wordt geproduceerd door middel van stoomreforming. In mindere mate wordt waterstof ook gewonnen uit de elektrolyse van water. Een cruciale voorwaarde voor de duurzaamheid van de waterstofeconomie is dat productie van waterstof duurzaam verloopt. Dit houdt in dat men gebruik moet maken van groene stroom. Bij conventionele technieken als stoomreformatie is CO2 vaak een bijproduct.
Er zijn nog geen landen die een waterstofeconomie hebben geïmplementeerd. Desondanks zijn er plannen om waterstof (of brandstoffen zoals methaan of methanol) in toenemende mate te integreren in de bestaande energie-infrastructuur als onderdeel van de energietransitie en de uitbreiding van hernieuwbare energiebronnen.

## Principe

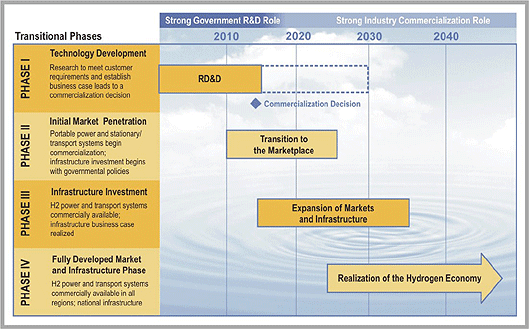
Tijdlijn die het verloop van de transitie naar een waterstofeconomie voorstelt

Het principe van waterstof als energiedrager werkt als volgt:
Met (elektrische) energie wordt water gesplitst in waterstofgas en zuurstofgas. Het hoogst haalbare energetisch rendement is hierbij ongeveer 65 %. Ook is het relatief eenvoudig om waterstof te produceren in kerncentrales, door stoom tot boven de 1800°C te verhitten zodat het splitst in zuurstof en waterstof (thermolyse), of op minder hoge temperatuur door hoge-temperatuurelektrolyse. Daardoor is waterstof geen energiebron, maar een energiedrager.
De verkregen waterstof kan opgeslagen en vervoerd worden en op een andere tijd en plaats als energiebron gebruikt worden. Ook kan het worden ingezet voor elektriciteitsopwekking met brandstofcellen, voor verwarming, of als brandstof voor auto's en vliegtuigen.
Het invoeren van een waterstofeconomie wordt als een oplossing gezien voor het probleem dat het aanbod van duurzame energiebronnen sterk varieert in de tijd. Een waterstofeconomie is alleen milieuvriendelijk en duurzaam als de energie die in eerste instantie gebruikt wordt om het waterstofgas te vormen milieuvriendelijk is opgewekt. Als hiervoor zonne-energie wordt gebruikt, zouden ontwikkelingslanden een belangrijke rol kunnen gaan spelen in de wereldeconomie als exporteurs van zonne-energie waarbij waterstof de energiedrager vormt.
Niet te vergeten valt, dat de energie die vrijkomt bij het verbranden van waterstof, of de reactie van waterstof in een brandstofcel, reeds vooraf aan het waterstofgas werd toegevoegd (bij elektrolyse en thermolyse). Waterstof blijft een energiedrager, geen energiebron.

## Opslag en transport

Het belangrijkste probleem voor de waterstofeconomie is de opslag en het transport van waterstof.
De energie-inhoud van waterstof per molecuul diwaterstof is erg laag in vergelijking met bijvoorbeeld propaan. Omdat het volume van een gas alleen bepaald wordt door het aantal moleculen en niet door de grootte of zwaarte van de moleculen (zie: druk) is de energiedichtheid van waterstofgas onder atmosferische druk bijzonder laag. Oplossingen worden gezocht in de volgende richtingen:
- Waterstofopslag in een waterstoftank onder druk (350 of 700 bar)
- Opslag van vloeibare waterstof bij extreem lage temperatuur (thermosfles)
- Chemische binding in de vorm van methanol of ammoniak
- Opslag in nanobuisjes
- Opslag in metaalhydrides, bijvoorbeeld Lithiumaluminiumhydride
- Ondergrondse waterstofopslag is de praktijk van de opslag van waterstofgas in ondergrondse grotten,[2] zoutkoepels en uitgeputte olie-en gasvelden. Sinds enkele jaren worden zonder onoverkomelijke problemen grote hoeveelheden gasvormig waterstof opgeslagen in ondergrondse grotten door ICI.[3] Het Europese project Hyunder[4] concludeerde in 2013 dat voor de opslag van wind en zonne-energie een extra 85 opslagplaatsen benodigd zijn omdat de huidige opslagsystemen PHES en CAES niet voldoende zijn.[5]
- Een nieuwe manier voor veilige opslag is volgens Zwitserse wetenschappers mierenzuur. Door CO2 (uit de atmosfeer) bij het waterstofgas te voegen bekomt men HCOOH (mierenzuur), wat vloeibaar is bij kamertemperatuur en niet ontvlambaar. Door een katalysator van ijzer wordt het mierenzuur opnieuw omgezet in waterstofgas. Het restproduct is het CO2 dat gebruikt wordt om het waterstofgas om te zetten in mierenzuur. Het proces is dus CO2-neutraal.[6]

## Per land
George W. Bush heeft een groot deel van het Amerikaanse budget voor duurzame energie overgeheveld naar onderzoek met betrekking tot de waterstofeconomie. Sinds de aanslagen op 11 september 2001 wordt waterstof in de Verenigde Staten aangeduid als freedom fuel, omdat dit de afhankelijkheid van de OPEC zou verminderen. Wanneer de waterstofproductie op een duurzame manier plaatsvindt kan dit, in tegenstelling tot wanneer waterstof uit fossiele bronnen wordt gewonnen, inderdaad de afhankelijkheid van olie doen afnemen.
Voor noord-Europa geldt dat waterstof, opgewekt met lokaal gewonnen groene stroom, bij veel toepassingen nog niet rendabel is. Bij de transitie van fossiele brandstoffen naar renewables moeten de laatsten concurreren met de relatief goedkope olie, kolen en gas. Daarom wordt gekeken naar mogelijkheden om in gebieden met overvloedig wind en zon (Afrika) duurzaam gewonnen elektriciteit om te zetten naar waterstof.